# Андреевский район (Новосибирская область)
Андреевский район — административно-территориальная единица в составе Омской губернии, Сибирского, Западно-Сибирского и Алтайского краёв и Новосибирской области РСФСР, существовавшая в 1924—1931 и 1935—1963 годах. Центром района до 1946 года было село Андреевка, а после — посёлок Баган.
Андреевский район был образован 24 сентября 1924 года в составе Татарского уезда Омской губернии.
В 1925 году Андреевский район вошёл в состав Славгородского округа Сибирского края. Летом 1930 года район перешёл в прямое подчинение Западно-Сибирского края.
17 января 1931 года Андреевский район был упразднён, а его территория передана Чёрно-Курьинскому району.
18 мая 1935 года Андреевский район был восстановлен в составе Западно-Сибирского края.
28 сентября 1937 года район был отнесён к новообразованному Алтайскому краю.
13 августа 1944 года район был передан в Новосибирскую область.
1 февраля 1963 года Андреевский район был упразднён, а его территория передана в Карасукский район.